# Snuisterik

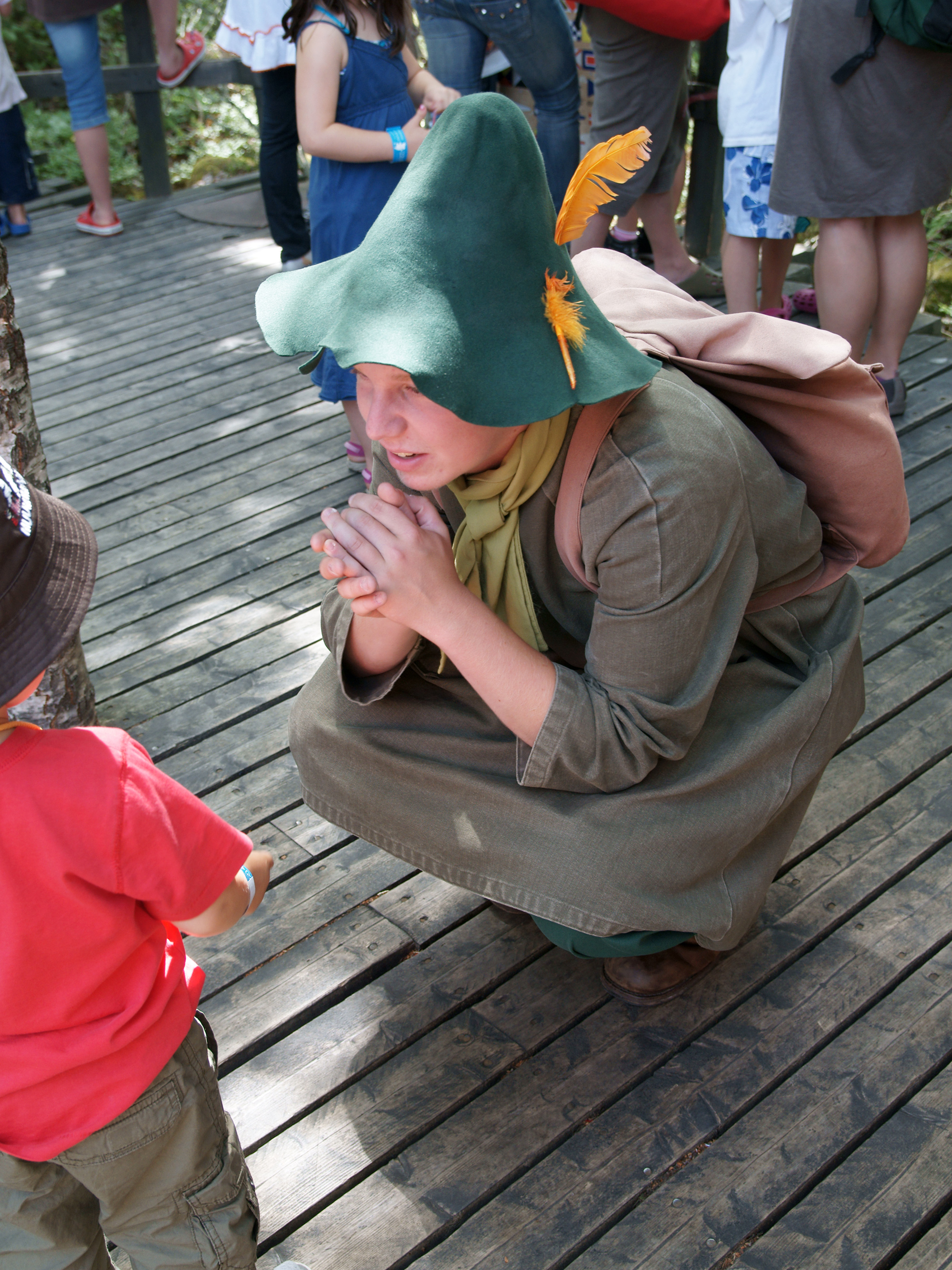
Snuisterik in Muminvärlden in Finland

Snuisterik (Zweeds: Snusmumriken; Engels: Snufkin) is een figuur uit de boeken en tekenfilmseries over de Moemins van de Zweedstalige Finse schrijfster Tove Jansson. Snuisterik, een van de bijpersonen in de Moemin-verhalen en een van de figuren met een antropomorf uiterlijk, deed zijn intrede voor het eerst in 1946 in het boek De komeet komt eraan.

## Persoonlijkheid
Snuisterik is een vriendschappelijke eenling en avonturier die naar het zuiden toe trekt als de winter komt. Hij woont in een tent, zodat hij overal kan gaan en staan waar hij wil, maar vaak zit hij op de brug in het dal van de Moemins om daar op zijn mondharmonica te spelen. Snuisterik draagt halfversleten, groene kleding en hij heeft een puntmuts op, tevens rookt hij pijp. Een belangrijke eigenschap van Snuisterik is dat hij vaak verhalen vertelt aan de andere personages in de Moemvallei. Snuisterik heeft een hekel aan verbodsborden, vermoedelijk vanwege zijn avontuurlijk ingestelde karakter.
Snuisterik is de beste vriend van Moem (de hoofdpersoon van de verhalen) en wordt zelfs een beetje door hem verafgood vanwege zijn wijsheid en levenservaring. Ondanks hun vriendschap vindt Snuisterik het erg fijn om nu en dan alleen te zijn; iets dat Moem soms maar moeilijk kan accepteren.
Snuisterik beweert dat hij moe zou worden van het avonturen beleven en dat hij slechts een rustig leven zou willen hebben, maar uit de verhalen rondom de Moemins en uit Snuisteriks karakter blijkt dat dit niet waar is. Hij kan helemaal geen rustig leven leiden, zonder dat hij steeds de drang zou hebben op reis te moeten om de wereld te ontdekken en avonturen te beleven. Van deze reizen over de wereld is overigens in de verhalen van de Moemins weinig bekend, het enige dat meegedeeld wordt, is dat Snuisterik bijna de hele wereld rond heeft gereisd.
In tegenstelling tot meerdere andere figuren van de Moemvallei, bekommert Snuisterik zich niet om materiële zaken; hij beweert dat het alleen maar lastig zou zijn, spullen mee te nemen wanneer men rondtrekt. Zijn nomadische levensstijl, diepgaande kennis van vele zaken en zijn mystieke uitstraling maken dat men hem zou kunnen zien als een personificatie van de god Väinämöinen uit de Finse mythologie. De boeken waarin men het meeste over Snuisterik te weten komt zijn Sent i november en Farlig midsommar.

## Familie
Snuisterik komt in het boek Muminpappans memoarer te weten dat hij een vader had met de naam Joxaren, die omging met Moeminpapa en die erg op zijn zoon leek. Daar wordt tevens in het voorbijgaan verteld dat Snuisterik ook een moeder had, te weten Mymlan. Dit bracht hem sterk in verwarring omdat het zou betekenen dat hij dus verwant is aan Kleine Mie.